# Huize Groenesteijn (Den Haag)

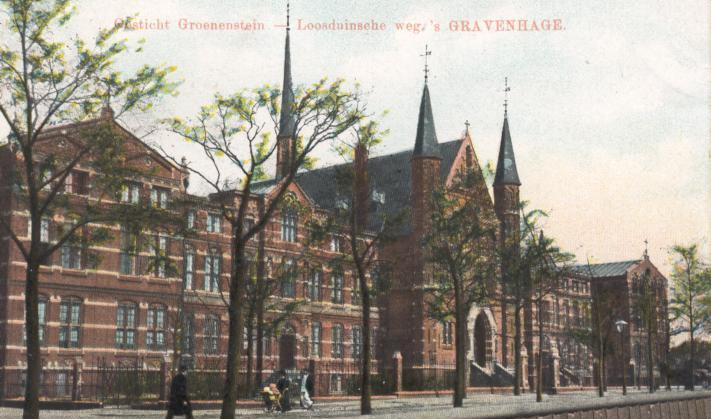
Huize Groenesteijn rond 1900

Huize Groenesteijn in Den Haag was de naam van een aloude buitenplaats met hofstede. Deze was gevestigd aan de Loosduinscheweg, aan de voormalige Loosduinsevaart die in 1934 grotendeels is gedempt. Het 3 ha. grote complex werd in 1877 aangekocht door de Schiefbaan Hovius Stichting en bestemd tot weeshuis. Deze stichting was vanaf de oprichting, in 1844, actief bij de opvang van halfwezen. Na de bouw van een kapel die twee bestaande huizen verbond, ging het gesticht in 1879 van start onder leiding van de Zusters van Liefde. Vervolgens onderging het complex diverse uitbreidingen en moderniseringen. Er kwam in 1885 een aparte vleugel (architect Van Liefland) voor jongens onder leiding van de Broeders van Onze-Lieve-Vrouw van Lourdes. 
In 1892-1894 werd een nieuw complex gebouwd in opdracht van het rooms-katholieke "Fonds van Liefdadigheid Huize Groenesteijn". Het monumentale gebouw werd in eclectische stijl ontworpen door Nicolaas Molenaar sr., een leerling van de architect Pierre Cuypers. In 1897 en 1907 werd het complex uitgebreid met twee scholen die ook voor parochiekinderen toegankelijk waren en een portierswoning. In 1971 werd het gebouw afgebroken.

## Nasleep
Groenesteijn kwam al tijdens het actieve bestaan geregeld in opspraak. Zo waren er conflicten tussen 'meneer de rector' en moeder overste. In 1929 publiceerde D. Broekhuizen een brochure vol aanklachten en misstanden. Ook na de opheffing kwam oud zeer naar buiten en kreeg het bekendheid om de harde behandelwijze van de weeskinderen. Mishandeling en seksueel misbruik kwamen hier regelmatig voor.